# 三二二三學制
三二二三學制是一種中學及大學的升學和教育制度，即三年初中、二年高中、二年預科、三年大學，主要是英國、英聯邦國家、英國前殖民地所是採用沿用。香港曾沿用此學制多年，至2009年開始推行全球多數國家的三三四學制。

## 香港
在1997年前，作為英國海外屬地的香港沿襲英式教育制度多年並行之有效，培育出不少人才和精英。香港所沿用的英式學制分為四個階段，一般來說，首兩個階段通常在同一所學校中完成。

### 中一至中三（初中）
13年免費教育（最初為9年，後改為11年，再改為13年）中的第7至9年，學生不用交納學費（不包括學校雜費）。

### 中四、中五 （高中）
13年免費教育中的第10至11年，學生在這兩年準備應考香港中學會考，是一以英國GCSE作藍本而重新設計的考試制度，成績良好的學生（一般是30分中取得14分以上）可在原校或他校升讀預科。

### 中六、中七（預科）
預科是13年免費教育中的第12至13年，學生在這兩年準備應考香港高級程度會考，類似於英國高考，成績良好的學生方可升讀大學；再之前中六可報考香港高等程度會考，用作升讀香港中文大學。

### 大學（大學一至三年級）
考取學士學位。
在2000年代初期，香港政府開始部署改革教育制度，經多年努力，終在2005年中期落實推行三三四高中教育改革，計劃訂明香港在2009年新學年起正式實施三三四學制。